# 合肥体育中心
合肥体育中心，又称合肥奥林匹克体育中心，是安徽省合肥市的一个综合性体育中心，包括一个可以容纳60,000人的体育场、一个游泳馆、一个体育馆等。目前多举办演唱会。
2013年6月15日，卡马乔带领中国男足在此与泰国国家足球队举行了一场友谊赛。中国队主场意外地以1比5大败，令人大跌眼镜。赛后愤怒的球迷围堵了球场的出口。巧合的是，卡马乔的前任高洪波卸任前进行的最后一场比赛也是在这块场地上。这使得1比5大败的比赛中响起了很多怀念高洪波的声音。

## 主要活動
合肥體育中心體育場經常作為各類演出及商業演唱會及體育的舉辦場地。

### 文娛演出
- 2007年6月24日，張學友《學友光年世界巡迴演唱會》
- 2007年10月20日，潘瑋柏《反轉地球巡迴演唱會》
- 2009年3月24日，劉德華《Wonderful World 中國巡迴演唱會》
- 2010年9月26日，周杰倫《超時代世界巡迴演唱會》
- 2011年5月15日，王力宏《MUSIC-MAN世界巡迴演唱會》
- 2011年5月29日，張學友《1/2世紀世界巡迴演唱會》
- 2011年11月26日，張惠妹《Ameizing世界巡迴演唱會》
- 2012年4月1日，張學友《1/2世紀世界巡迴演唱會ENCORE》
- 2012年7月21日，陳奕迅《DUO世界巡迴演唱會》
- 2012年9月23日，王力宏《MUSIC-MAN Ⅱ火力全開世界巡迴演唱會》
- 2012年11月10日，五月天《諾亞方舟世界巡迴演唱會》
- 2013年10月26日，汪峰《存在全國超級巡迴演唱會》
- 2014年1月18日，蔡琴《海上良宵巡迴演唱會》
- 2014年5月17日，周杰倫《魔天倫世界巡迴演唱會》
- 2014年10月11日，《文一企業十周年「感恩有你」群星演唱會》
- 2014年11月1日，陳奕迅《EASON's LIFE世界巡迴演唱會》
- 2015年2月14日，張信哲《還愛光年世界巡迴演唱會》
- 2015年7月11日，周華健《今天唱什麼世界巡迴演唱會》
- 2015年8月15日，林俊傑《時線：新地球世界巡迴演唱會》
- 2015年10月17日，梁靜茹《你的名字是愛情世界巡迴演唱會》
- 2015年12月12日，張惠妹《烏托邦世界巡城演唱會》
- 2016年3月20日，BIGBANG《MADE V.I.P歌迷見面會》
- 2016年7月30日，李榮浩《有理想 世界巡迴演唱會》
- 2016年9月24日，陳奕迅《ANOTHER EASON's LIFE 世界巡迴演唱會》
- 2016年10月22日，周杰倫《地表最強世界巡迴演唱會》
- 2017年4月15日，五月天《LIFE人生無限公司巡迴演唱會》
- 2017年5月20日，張學友《A CLASSIC TOUR 學友.經典世界巡迴演唱會》
- 2017年9月9日，伍佰《搖滾全經典之全面對決演唱會》
- 2017年12月23日，林憶蓮《Pranava Encore 造樂者 安可場 世界巡回演唱會》
- 2018年10月7日，張韶涵《旅程世界巡迴演唱會》
- 2018年10月21日，張學友《A CLASSIC TOUR 學友.經典世界巡迴演唱會安可場》
- 2019年5月31日，李宗盛《有歌之年世界巡迴演唱會》
- 2019年6月15日，林俊傑《聖所2.0世界巡迴演唱會》
- 2019年7月20日，许嵩《“寻宝游戏”巡回演唱会》
- 2019年8月3日，莫文蔚《絕色莫文蔚25周年世界巡迴演唱會》
- 2023年9月16日，蔡依林《Ugly Beauty世界巡迴演唱會》
- 2024年3月30日-31日，邓紫棋《G.E.M. I AM GLORIA 世界巡回演唱會》

2024年7月5日-6日，鳳凰傳奇《[吉祥如意巡迴演唱會]]》
- 2024年7月19日-20日，蔡依林《Ugly Beauty世界巡迴演唱會》
- 2024年8月31日-9月1日，汪蘇瀧《「十萬伏特」巡迴演唱會》
- 2024年10月2日，張惠妹《ASMR MAX世界巡迴演唱會》
- 2025年10月7日，林憶蓮《迴響 Resonance 2025 巡迴演唱會》